# Lorenz V. Hinrichsen
Lorens (Lorenz) Vilhelm Hinrichsen (4. januar 1865 i København – 9. august 1929 på Frederiksberg) var en dansk landskabsmaler.
Hinrichsen blev student fra Metropolitanskolen 1883, tog Anden Eksamen 1884, men havde samtidig besøgt Polyteknisk Læreanstalt, hvorfra han i april 1884 kom ind på Kunstakademiet, dog uden at tage afgang. Det polytekniske studium, som han var begyndt på, opgav han snart. Vinteren 1890-91 tilbragte han i Paris for sin videre uddannelses skyld.
Hinrichsen udstillede landskaber, som skildrer årstidernes, vejrets og lysets skiften. De viser ikke noget stærkt kunstnertemperament, men ved deres omhyggelige gengivelse af naturen fandt de mange beundrere. Samtidig spillede han en betydelig rolle inden for Kunstnerforeningen af 18. november, hvor han var formand i perioderne 1905-09 og 1914-17, desuden var han formand for Kunstnersamfundet 1914-23. Han var medlem af censurkomitéen ved Charlottenborg Forårsudstilling 1901-02 og medlem af Akademiets plenarforsamling 1901. I sine sidste år førte Hinrichsen en tilbagetrukken tilværelse.
Han er begravet på Bispebjerg Kirkegård.

## Hæder
- De Neuhausenske Præmier 1897
- Den Sødringske Opmuntringspræmie 1900 (for Gråvejr)
- Mention Honorable, Verdensudstillingen i Paris 1900
- Guldmedalje i München 1901
- Aarsmedaillen 1. gang 1901; 2. gang (Eckersberg Medaillen) 1911

## Værker
- Villa ved Strandvejen, "skråt for Tuborg" (1878, Københavns Museum)
- Et mosedrag (udstillet 1892)
- Aftensol (udstillet på verdensudstillingen i Chicago 1893)
- Blæst (1896, Göteborgs Konstmuseum, måske identisk med Bygevejr, De Neuhausenske Præmier 1897)
- Gråvejr (Den Sødringske Opmuntringspræmie 1900)
- Enebærkrat, Tisvilde (Aarsmedaillen 1901)
- Husmandsstræde i Svogerslev (udstillet 1904)
- Bygevejr (Eckersberg Medaillen 1911)
- Fra Faxe Kalkbrud (1916, Randers Kunstmuseum)

Lorenz V. Hinrichsen var tidligere repræsenteret i Johan Hansens samling